# Tällträsket (Vännäs socken, Västerbotten)
Tällträsket är en sjö i Vännäs kommun i Västerbotten och ingår i Umeälvens huvudavrinningsområde. Sjön har en area på 0,101 kvadratkilometer och ligger 182 meter över havet. Sjön avvattnas av vattendraget Pengån (Storbäcken).

## Delavrinningsområde
Tällträsket ingår i det delavrinningsområde (709774-168253) som SMHI kallar för Ovan Bastumyrbäcken. Medelhöjden är 201 meter över havet och ytan är 23,5 kvadratkilometer. Det finns inga avrinningsområden uppströms utan avrinningsområdet är högsta punkten. Pengån (Storbäcken) som avvattnar avrinningsområdet har biflödesordning 2, vilket innebär att vattnet flödar genom totalt 2 vattendrag innan det når havet efter 69 kilometer. Avrinningsområdet består mestadels av skog (76 procent) och sankmarker (11 procent). Avrinningsområdet har 1,07 kvadratkilometer vattenytor vilket ger det en sjöprocent på 4,5 procent.